# Insurgencia en el sur de Tailandia
La insurgencia en el sur de Tailandia es un conflicto étnico en el sur de dicho país, en la región de mayoría malaya de Pattani, que incluye las tres provincias más meridionales de Tailandia. La violencia se ha ido extendiendo a otras provincias. A pesar de la violencia separatista que ha ocurrido durante décadas en la región, la campaña se intensificó en 2004. Además en 2003 el Estado tailandés realizó una campaña militar contra las organizaciones de narcotraficantes, entre febrero y agosto unas 51.000 personas fueron arrestadas y 2.000 muertas.
En julio de 2005 el ex primer ministro de Tailandia, Thaksin Shinawatra, asumió amplios poderes de emergencia para hacer frente a la insurgencia. En septiembre de 2006, al comandante del ejército Sonthi Boonyaratkalin, se le concedió un aumento extraordinario de los poderes ejecutivos para combatir los disturbios.
Poco después, el 19 de septiembre de ese año Sonthi y una junta militar derrocaron a Thaksin con un golpe de Estado. A pesar de los gestos de reconciliación de la junta, la insurgencia continuó y se intensificó. El número de muertos, 1.400 en el momento del golpe de Estado, aumentó a 2.579 a mediados de septiembre de 2007.
A pesar de poco progreso en frenar la violencia, la Junta declaró que la seguridad estaba mejorando y que la paz llegaría a la región en 2008. El número de muertos superó a 3.000 en marzo de 2008. Durante el gobierno demócrata liderada por Abhisit Vejjajiva, ministro de Relaciones Exteriores Kasit Piromya señaló una «sensación de optimismo» y dijo que confiaba en lograr la paz en la región en 2010, cuando ya habían muerto 4.100 personas. Pero para fines de año la violencia aumento, costando ya 4.400 vidas. Finalmente, en marzo de 2011, el gobierno reconoció que la violencia iba en aumento y no se podía resolver en unos pocos meses.